# Tanymecosticta
Tanymecosticta is een geslacht van libellen (Odonata) uit de familie van de Isostictidae.

## Soorten
Tanymecosticta omvat 6 soorten:
- Tanymecosticta capillaris Lieftinck, 1959
- Tanymecosticta filiformis (Ris, 1898)
- Tanymecosticta fissicollis (Lieftinck, 1932)
- Tanymecosticta jejuna Lieftinck, 1959
- Tanymecosticta leptalea Lieftinck, 1959
- Tanymecosticta simonae Lieftinck, 1969